# 24-Stunden-Rennen von Le Mans 2021

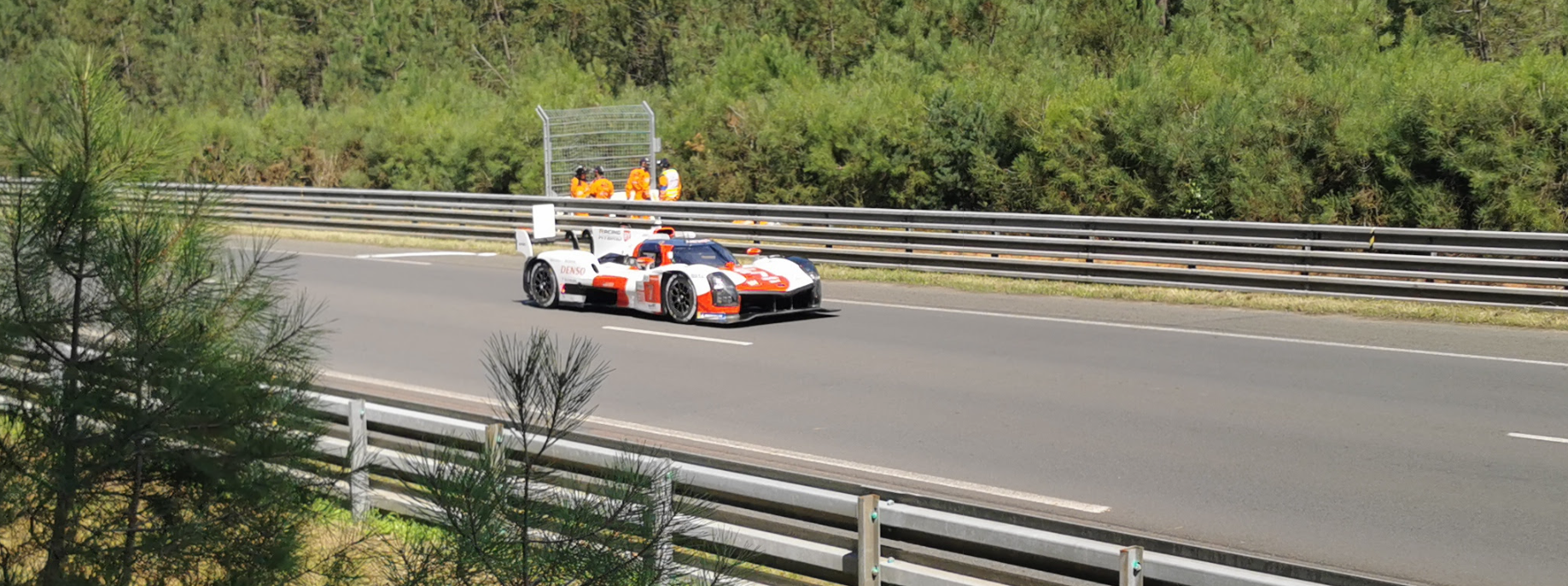
Der siegreiche Toyota GR010 Hybrid von Mike Conway, Kamui Kobayashi und José María López

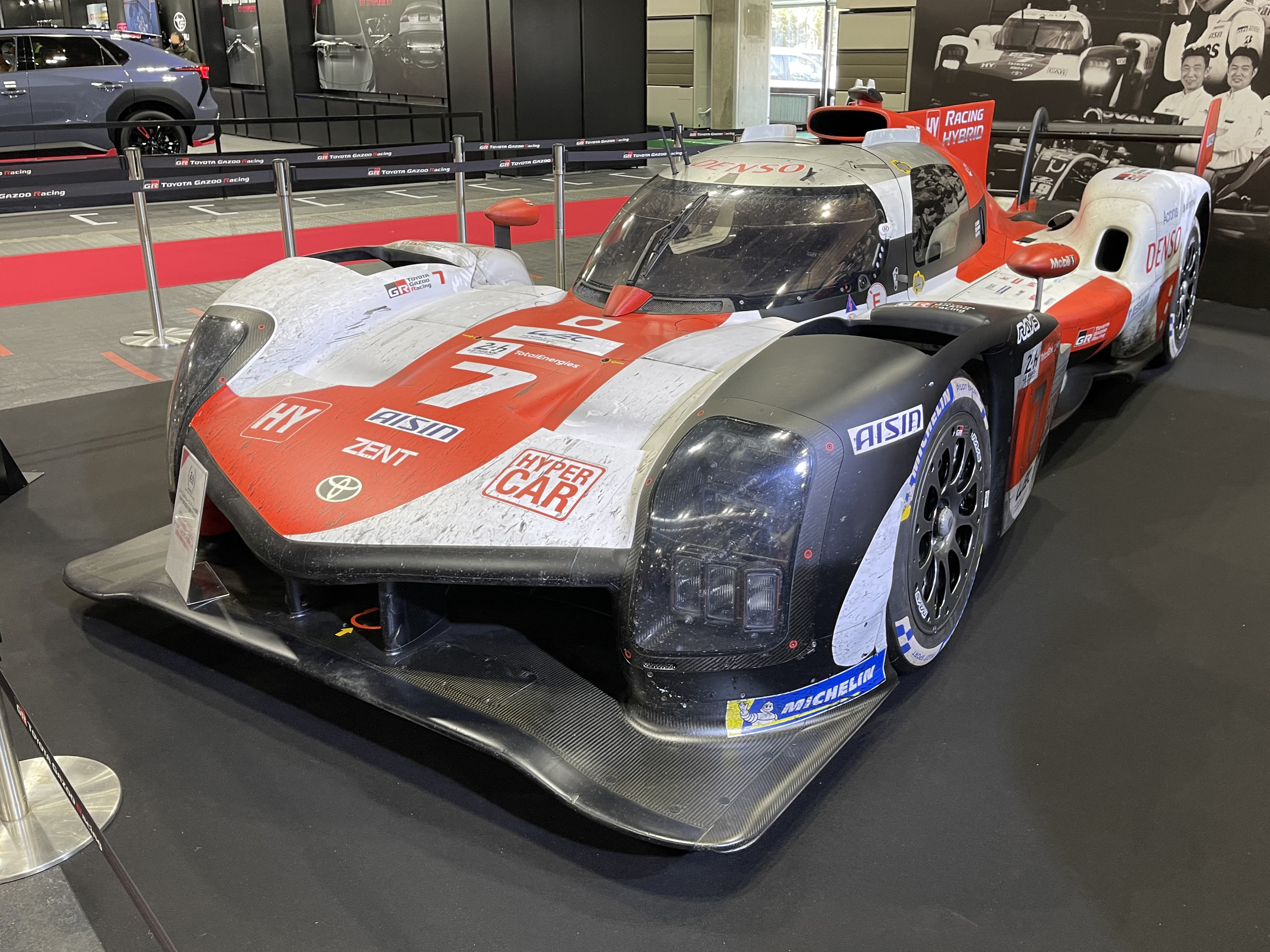
Der Siegerwagen bei der Osaka Auto Messe 2022

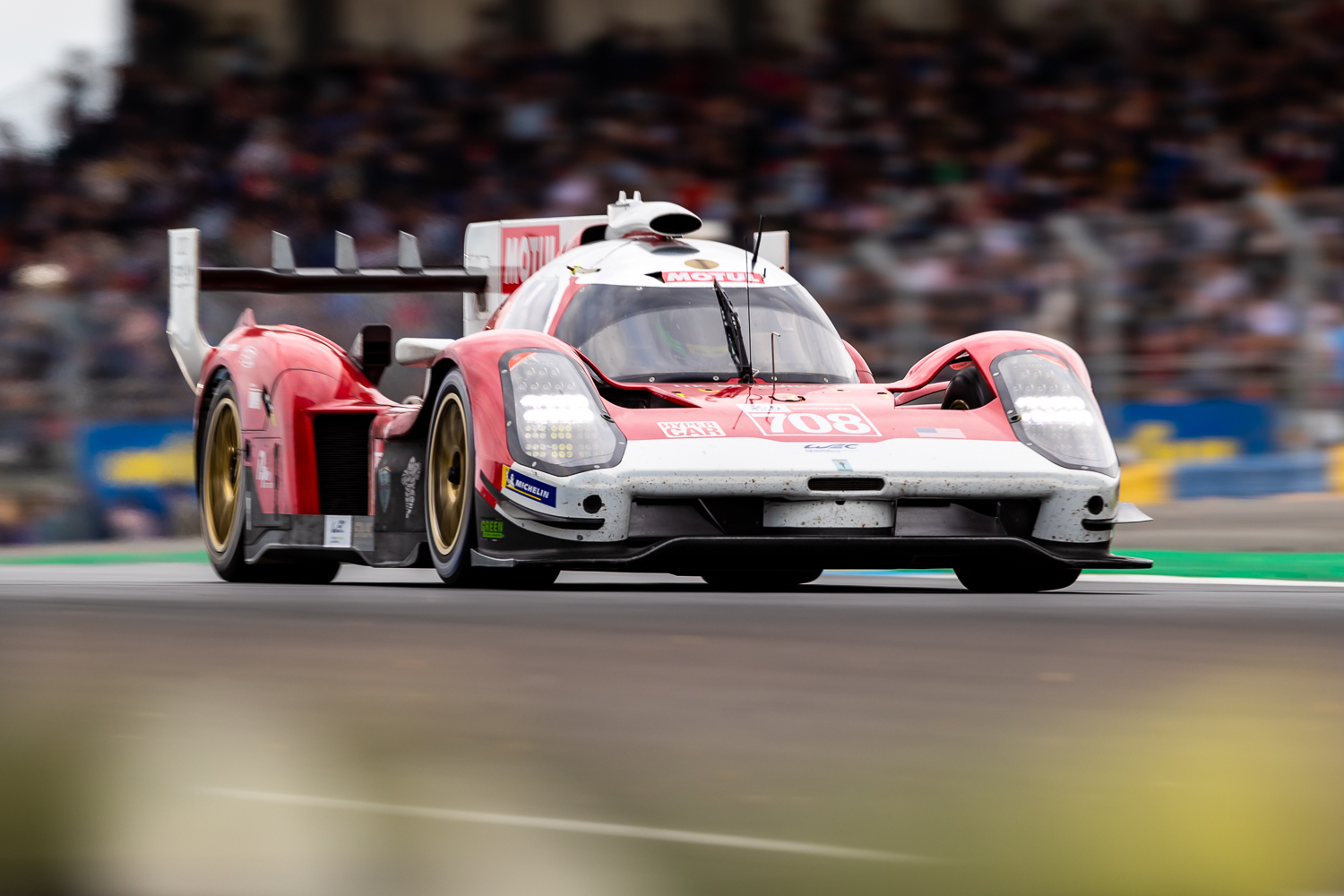
Der viertplatzierte Glickenhaus SCG 007 LMH von Luís Felipe Derani, Franck Mailleux und Olivier Pla

Das 89. 24-Stunden-Rennen von Le Mans, der 89e Grand Prix d’Endurance les 24 Heures du Mans, auch 24 Heures du Mans, fand am 21. und 22. August 2021 auf dem Circuit des 24 Heures statt und war der vierte Wertungslauf der FIA-Langstrecken-Weltmeisterschaft dieses Jahres. Ursprünglich war geplant die Veranstaltung am angestammten Termin, dem 12. und 13. Juni, durchzuführen. Auf Grund der COVID-19-Pandemie musste das Rennen wie im Jahr davor verschoben werden.

## Vor dem Rennen
Mit dem 24-Stunden-Rennen dieses Jahres begann in der großen Prototypen-Klasse die Ära der Le Mans Hypercars. Nach dem Ausstieg der Werksmannschaften von Audi und Porsche, Ende 2016 und 2017, mit ihren LMP1-Wagen aus der FIA-Langstrecken-Weltmeisterschaft und dem daraus resultierenden Rückzug vom Rennen in Le Mans, war das Ende dieser Rennklasse vorprogrammiert. Neben den Folgen des Abgasskandal, von dem der Mutterkonzern der beiden Marken betroffen war, sorgten die immensen Entwicklungs- und Einsatzkosten für deren Rückzug. Nachdem nur mehr Toyota als einziger LMP1-Hersteller überblieb, entschlossen sich die Funktionäre des ACO und der FIA eine neue Klassenformel aufzulegen.
Für die Fahrzeuge der LMH-Klasse wurde ein Mindestgewicht von 1030 Kilogramm und eine Motorleistung von 500 Kilowatt festgelegt. Das neue Reglement erlaubte Rennwagen mit einem Verbrennungsmotor und Elektroantrieb, genauso wie Fahrzeug mit einem Aggregat ohne Elektromotor. Zugelassen waren auch bisherige LMP1-Fahrzeuge, wenn sie keinen Hybridantrieb hatten.
Das erste Hybrid-Hypercar war der Toyota GR010 Hybrid, der in Le Mans bei einem Gewicht von 1066 Kilogramm, eine Leistung von 515 Kilowatt (700 PS) zur Verfügung hatte. Die maximal zu verbrauchende Energiemenge pro Stint (Fahrzeit zwischen zwei Boxenstopps) betrug 962 Megajoule. Ein Hypercar ohne Hybridantrieb war der Glickenhaus SCG 007 LMH, mit 1030 Kilogramm, 640 Kilowatt (870 PS) Leistung und 965 Megajoule pro Stint. Den Motor entwickelten Ingenieure des französischen Rennmotoren-Bauers Pipo Moteurs. Beim Achtzylinder-Biturbo-Motor handelte es sich um Vierzylinder-Motorblöcke, die in ihrer Grundbasis auf dem Aggregat des Hyundai i20 Coupe WRC basierten. Signatech-Alpine brachte einen adaptieren Rebellion R13 als Alpine A480 nach Le Mans. Der 4,5-Liter-V8-Gibson-Motor hatte eine Leistung von 450 Kilowatt (611 PS) und eine zu verbrauchende Energiemenge von 844 Megajoule. Der Alpine war 952 Kilogramm schwer. Angepasst wurden die Fahrzeugleistungen über die Balance of Performance.

## Das Rennen
Der Werksmannschaft von Toyota gelang beim ersten Le-Mans-Einsatz mit dem GR010 Hybrid ein Doppelsieg. Problemlos verlief das Rennen für die beiden Fahrzeuge jedoch nicht. Bei leer werdendem Tank arbeitete der Kraftstofffilter nicht mehr richtig, wodurch der Benzindruck bedenklich absank und die Benzinpumpe verstopfte. Die ursprünglichen 13-Runden-Stints mussten vor allem beim Wagen mit der Nummer 8 am Rennende drastisch verkürzt werden. Einige Male kam der Wagen bereits nach zwei Runden wieder zum Nachtanken an die Boxen um die Pumpe zu entlüften. Der Toyota-Technikmannschaft gelang es das Problem einigermaßen in den Griff zu bekommen, indem die Fahrer angewiesen wurden vor den Bremszonen die Pumpe auszuschalten und beim Beschleunigen wieder einzuschalten. Nur so gelang es den Fahrern die Wagen ins Ziel zu bekommen. Laut Pascal Vasselon, dem Technischen Direktor von Toyota, war eine Reparatur keine Option, da man dabei 25 Minuten Zeit und damit den Gesamtsieg verloren hätte. Für Mike Conway, Kamui Kobayashi und José María López war es nach den Enttäuschungen der letzten Jahre, der erste Sieg in Le Mans. Im Ziel hatten sie zwei Runden Vorsprung auf die Teamkollegen Sébastien Buemi, Kazuki Nakajima und Brendon Hartley.
Zu Hilfe kam den Toyota-Piloten im letzten Rennviertel auch der auf vier Runden angewachsene Vorsprung auf den drittplatzierten Alpine A480 von André Negrão, Nicolas Lapierre und Matthieu Vaxivière. Auch die Alpine-Fahrer hatten kein friktionsfreies Rennen. Nicolas Lapierre drehte sich bereits in der ersten Runde auf der regennassen Fahrbahn und fiel ins Mittelfeld zurück. Bei einem Ausflug von Matthieu Vaxivière in das Kiesbett der ersten Schikane, verlor das Team beinahe zwei Runden. Erfolgreich war der erste Le-Mans-Start des Teams des US-amerikanischen Unternehmers James Glickenhaus. Die bei Dallara in Varano de’ Melegari gebauten 007 LMH liefen 24 Stunden lang ohne nennenswerte technische Probleme. Olivier Pla, der kurz nach dem Rennstart (die ersten beiden Runden folgte das Feld auf der nassen Straße Derek Bell im Pace-Car) nach einem verspäteten Bremsvorgang ins Heck des Toyota von Sébastien Buemi und diesen umdrehte, lag einige Zeit sogar an der dritten Stelle der Gesamtwertung. Das Rennen beendete das Team, das von Technikern und Mechanikern von Joest Racing unterstützt wurde, an der vierten und fünfte Stelle der Gesamtwertung.
Ein dramatisches Rennende gab es in der LMP2-Klasse. 2016 war der in Führung liegende Toyota TS050 Hybrid mit Kazuki Nakajima am Steuer in der vorletzten Runde auf der Start-und-Ziel-Linie ausgerollt und verlor den sicher geglaubten Sieg. 2021 erwischte es in der letzten Runde den Führenden der LMP2-Klasse. Ye Yifei stoppte im vom WRT Team des Belgiers Vincent Vosse eingesetzten Oreca 07 knapp nach dem Dunlop-Bogen. Ein gebrochener Gaspedalsensor hatte einen Kurzschluss ausgelöst, wodurch sich der Motor abgestellte und der Wagen ausrollte (im Parc fermé ließ sich der Motor problemlos wieder starten). Im Unterschied zu 2016, als Toyota den Sieg an Porsche verlor, gewann 2021 dennoch ein WRT-Wagen die LMP2-Klasse. Robin Frijns musste allerdings die letzten Runden mit komplett abgefahrenen Hinterreifen bestreiten. Nach einem Defekt der hinteren, im Fahrzeug verbauten Wagenheber, die sich hydraulisch nicht mehr betätigen ließen, konnte die Boxenmannschaft für die letzten Stints die Hinterreifen nicht mehr wechseln. Auf den letzten Metern wäre Frijns fast noch von Tom Blomqvist im Jota-Oreca eingeholt worden. Beim turbulenten Überfahren der Ziellinie (die siegreichen Toyota fuhren bereits langsam Richtung Zielfoto) hätte Frijns beinahe den Mann mit der  schwarz-weiß karierten Flagge umgefahren. Erneute Kritik gab es am Einsatz der Safety Cars. Durch die Länge der Strecke sind in Le Mans drei Sicherheitsfahrzeuge im Einsatz, die sich an unterschiedlichen Stellen der Bahn befinden und das Feld Im Einsatz teilen. Wenn Rennwagen während einer Safety-Car-Phase die Box anfahren müssen, dürfen sie erst dann wieder auf die Strecke, wenn der nächste Safety-Car-Zug die Boxenausfahrt passiert hat. In der LMP2-Klasse verlor der Jota-Oreca 07 von Sean Gelael, Stoffel Vandoorne und Tom Blomqvist 1 Minute und 15 Sekunden, weil man sich einmal im „falschen“ Safety-Car-Zug befand. Nach dem Rennende stellte sich heraus, dass der Jota-Wagen das schnellste Fahrzeug dieser Klasse war, den unverschuldeten Rückstand aber nicht mehr vollständig wettmachen konnte. Im Ziel fehlten 0,7 Sekunden auf den Klassensieg.
In der LMGTE-Pro-Klasse gab es den ersten Zwischenfall schon vor dem Rennstart. Beim Anfahren der Fahrzeuge in die Einführungsrunde hatte James Calado, der einen AF-Corse-Ferrari 488 GTE Evo fuhr, seine Gurten gelockert um die im Regen angelaufene Frontscheibe mit der Hand zu reinigen. Dabei prallte der Ferrari auf den Chevrolet Corvette C8.R von Nick Tandy, der im langsamen fahrenden Feld stoppen musste. Beim, wenn auch leichtem, Aufprall wurde der Heck-Diffusor so stark verbogen, dass im Laufe des Rennens starke Vibrationen entstanden. Die in der fünften Rennstunde durchgeführte Notreparatur beendete die Klassensieg-Ambitionen des Teams. Für Calado blieb das Auffahren ohne weitere Folgen. Gemeinsam mit seinen Partnern Alessandro Pier Guidi und Côme Ledogar siegte er in der Rennklasse.
Auch die LMGTE-AM-Klasse endete mit dem Erfolg eines AF-Corse-Ferrari. Fahrer waren François Perrodo, Nicklas Nielsen und Alessio Rovera.

## Einladungen
Der langen Tradition folgend veröffentlichte der Automobile Club de l’Ouest im November 2020 die automatischen Einladungen für das 24-Stunden-Rennen. Dazu zählten die Gesamt- und Klassensieger des 24-Stunden-Rennes aus dem Vorjahr. Einladungen erhielten die Gesamtsieger und Meisterschaftszweiten der LMP2- und LMGTE-Klasse der European Le Mans Series. Das US-amerikanische Rennteam United Autosports erhielt als Sieger der LMP3-Klasse eine zusätzliche Einladung, obwohl es diese Rennklasse in Le Mans nicht gibt. Weitere Einladungen gingen an die Meister der IMSA WeatherTech SportsCar Championship, der Asian Le Mans Series und des Michelin Le Mans Cup.
Das sportliche und technische Reglement der LMP1-Klasse endete mit dem Ablauf der Rennsaison 2020 und wurde durch die Klasse der Hypercars ersetzt.

### Startliste
| Startliste        | Startliste                | Startliste               | Startliste | Startliste                | Startliste             | Startliste           |
| Nr.               | Team                      | Fahrzeug                 | Reifen     | Fahrer                    | Fahrer                 | Fahrer               |
| ----------------- | ------------------------- | ------------------------ | ---------- | ------------------------- | ---------------------- | -------------------- |
| LMH               |                           |                          |            |                           |                        |                      |
| 7                 | Toyota Gazoo Racing       | Toyota GR010 Hybrid      | M          | Mike Conway               | Kamui Kobayashi        | José María López     |
| 8                 | Toyota Gazoo Racing       | Toyota GR010 Hybrid      | M          | Sébastien Buemi           | Kazuki Nakajima        | Brendon Hartley      |
| 36                | Alpine Elf Matmut         | Alpine A480              | M          | André Negrão              | Nicolas Lapierre       | Matthieu Vaxivière   |
| 708               | Glickenhaus Racing        | Glickenhaus SCG 007 LMH  | M          | Luís Felipe Derani        | Franck Mailleux        | Olivier Pla          |
| 709               | Glickenhaus Racing        | Glickenhaus SCG 007 LMH  | M          | Ryan Briscoe              | Romain Dumas           | Richard Westbrook    |
| LMP2              |                           |                          |            |                           |                        |                      |
| 1                 | Richard Mille Racing Team | Oreca 07                 | G          | Tatiana Calderón          | Sophia Flörsch         | Beitske Visser       |
| 17                | Idec Sport                | Oreca 07                 | G          | Dwight Merriman           | Thomas Laurent         | Ryan Dalziel         |
| 20                | High Class Racing         | Oreca 07                 | G          | Dennis Andersen           | Marco Sørensen         | Ricky Taylor         |
| 21                | Dragonspeed USA           | Oreca 07                 | G          | Henrik Hedman             | Juan Pablo Montoya     | Ben Hanley           |
| 22                | United Autosports USA     | Oreca 07                 | G          | Philip Hanson             | Fabio Scherer          | Filipe Albuquerque   |
| 23                | United Autosports         | Oreca 07                 | G          | Paul di Resta             | Alex Lynn              | Wayne Boyd           |
| 24                | PR1 Motorsports Mathiasen | Oreca 07                 | G          | Patrick Kelly             | Gabriel Aubry          | Simon Trummer        |
| 25                | G-Drive Racing            | Aurus 01                 | G          | John Falb                 | Roberto Merhi          | Rui Andrade          |
| 26                | G-Drive Racing            | Aurus 01                 | G          | Roman Rusinov             | Franco Colapinto       | Nyck de Vries        |
| 28                | Jota                      | Oreca 07                 | G          | Sean Gelael               | Stoffel Vandoorne      | Tom Blomqvist        |
| 29                | Racing Team Nederland     | Oreca 07                 | G          | Frits van Eerd            | Giedo van der Garde    | Job van Uitert       |
| 30                | Dupueine Team             | Oreca 07                 | G          | René Binder               | Memo Rojas             | Tristan Gommendy     |
| 31                | Team WRT                  | Oreca 07                 | G          | Robin Frijns              | Ferdinand Habsburg     | Charles Milesi       |
| 32                | United Autosports         | Oreca 07                 | G          | Nicolas Jamin             | Jonathan Aberdein      | Manuel Maldonado     |
| 34                | Inter Europol Competition | Oreca 07                 | G          | Jakub Śmiechowski         | Renger van der Zande   | Alex Brundle         |
| 38                | Jota                      | Oreca 07                 | G          | Roberto González          | António Félix da Costa | Anthony Davidson     |
| 39                | SO24-Dirob By Graff       | Oreca 07                 | G          | Vincent Capillaire        | Arnold Robin           | Maxime Robin         |
| 41                | Team WRT                  | Oreca 07                 | G          | Robert Kubica             | Louis Delétraz         | Ye Yifei             |
| 44                | ARC Bratislava            | Ligier JS P217           | G          | Miroslav Konôpka          | Matej Konôpka          | Oliver Webb          |
| 48                | IDEC Sport                | Oreca 07                 | G          | Paul Lafargue             | Paul-Loup Chatin       | Patrick Pilet        |
| 49                | High Class Racing         | Oreca 07                 | G          | Anders Fjordbach          | Jan Magnussen          | Kevin Magnussen      |
| 65                | Panis Racing              | Oreca 07                 | G          | Julien Canal              | James Allen            | Will Stevens         |
| 70                | Realteam Racing           | Oreca 07                 | G          | Esteban Garcia            | Loïc Duval             | Norman Nato          |
| 74                | Racing Team India Eurasia | Ligier JS P217           | G          | Tom Cloet                 | John Corbett           | James Winslow        |
| 82                | Risi Competizione         | Oreca 07                 | G          | Ryan Cullen               | Oliver Jarvis          | Felipe Nasr          |
| LMGTE-Pro         |                           |                          |            |                           |                        |                      |
| 51                | AF Corse                  | Ferrari 488 GTE Evo      | M          | Alessandro Pier Guidi     | James Calado           | Côme Ledogar         |
| 52                | AF Corse                  | Ferrari 488 GTE Evo      | M          | Daniel Serra              | Miguel Molina          | Sam Bird             |
| 63                | Corvette Racing           | Chevrolet Corvette C8.R  | M          | Antonio García            | Jordan Taylor          | Nicky Catsburg       |
| 64                | Corvette Racing           | Chevrolet Corvette C8.R  | M          | Tommy Milner              | Nick Tandy             | Alexander Sims       |
| 72                | HubAuto Racing            | Porsche 911 RSR-19       | M          | Maxime Martin             | Álvaro Parente         | Dries Vanthoor       |
| 79                | WeatherTech Racing        | Porsche 911 RSR-19       | M          | Cooper MacNeil            | Earl Bamber            | Laurens Vanthoor     |
| 91                | Porsche GT Team           | Porsche 911 RSR-19       | M          | Gianmaria Bruni           | Richard Lietz          | Frédéric Makowiecki  |
| 92                | Porsche GT Team           | Porsche 911 RSR-19       | M          | Kévin Estre               | Neel Jani              | Michael Christensen  |
| LMGTE-Am          |                           |                          |            |                           |                        |                      |
| 18                | Absolute Racing           | Porsche 911 RSR-19       | M          | Andrew Haryanto           | Alessio Picariello     | Marco Seefried       |
| 33                | TF Sport                  | Aston Martin Vantage AMR | M          | Ben Keating               | Dylan Pereira          | Felipe Fraga         |
| 46                | Team Project 1            | Porsche 911 RSR-19       | M          | Dennis Olsen              | Anders Buchardt        | Robby Foley          |
| 47                | Cetilar Racing            | Ferrari 488 GTE Evo      | M          | Roberto Lacorte           | Giorgio Sernagiotto    | Antonio Fuoco        |
| 54                | AF Corse                  | Ferrari 488 GTE Evo      | M          | Thomas Flohr              | Francesco Castellacci  | Giancarlo Fisichella |
| 55                | Spirit of Race            | Ferrari 488 GTE Evo      | M          | Duncan Cameron            | David Perel            | Matt Griffin         |
| 56                | Team Project 1            | Porsche 911 RSR-19       | M          | Egidio Perfetti           | Matteo Cairoli         | Riccardo Pera        |
| 57                | Kessel Racing             | Ferrari 488 GTE Evo      | M          | Takeshi Kimura            | Mikkel Jensen          | Scott Andrews        |
| 60                | Iron Lynx                 | Ferrari 488 GTE Evo      | M          | Claudio Schiavoni         | Paolo Ruberti          | Raffaele Giammaria   |
| 66                | JMW Motorsport            | Ferrari 488 GTE Evo      | M          | Thomas Neubauer           | Jody Fannin            | Rodrigo Sales        |
| 69                | Herberth Motorsport       | Porsche 911 RSR-19       | M          | Robert Renauer            | Ralf Bohn              | Rolf Ineichen        |
| 71                | Inception Racing          | Ferrari 488 GTE Evo      | M          | Brendan Iribe             | Ollie Millroy          | Ben Barnicoat        |
| 77                | Dempsey-Proton Racing     | Porsche 911 RSR-19       | M          | Christian Ried            | Jaxon Evans            | Matt Campbell        |
| 80                | Iron Lynx                 | Ferrari 488 GTE Evo      | M          | Matteo Cressoni           | Rino Mastronardi       | Callum Ilott         |
| 83                | AF Corse                  | Ferrari 488 GTE Evo      | M          | François Perrodo          | Nicklas Nielsen        | Alessio Rovera       |
| 85                | Iron Lynx                 | Ferrari 488 GTE Evo      | M          | Rahel Frey                | Michelle Gatting       | Sarah Bovy           |
| 86                | GR Racing                 | Porsche 911 RSR-19       | M          | Mike Wainwright           | Ben Barker             | Tom Gamble           |
| 88                | Dempsey-Proton Racing     | Porsche 911 RSR-19       | M          | Julien Andlauer           | Dominique Bastien      | Lance David Arnold   |
| 95                | TF Sport                  | Aston Martin Vantage AMR | M          | John Hartshorne           | Ollie Hancock          | Ross Gunn            |
| 98                | Aston Martin Racing       | Aston Martin Vantage AMR | M          | Paul Dalla Lana           | Nicki Thiim            | Marcos Gomes         |
| 99                | Proton Competition        | Porsche 911 RSR-19       | M          | Vutthikorn Inthraphuvasak | Florian Latorre        | Harry Tincknell      |
| 388               | Rinaldi Racing            | Ferrari 488 GTE Evo      | M          | Pierre Ehret              | Jeroen Bleekemolen     | Christian Hook       |
| 777               | D'station Racing          | Aston Martin Vantage AMR | M          | Satoshi Hoshino           | Tomonobu Fujii         | Andrew Watson        |
| Innovation Box 60 |                           |                          |            |                           |                        |                      |
| 84                | Association SRT41         | Oreca 07                 | G          | Takuma Aoki               | Nigel Bailly           | Matthieu Lahaye      |

### Reservefahrzeuge
Wie in den Jahren davor veröffentlichte der ACO zeitgleich mit der ersten vorläufigen Startliste auch eine Liste der Reservefahrzeuge. In der Liste von eins bis vier nominiert, rücken die Fahrzeuge in dieser Reihenfolge für Ausfälle in der ursprünglichen Startliste nach.
| Klasse   | Nr. | Team               | Fahrzeug                 | Nominierter Fahrer   | Nominierter Fahrer | Nominierter Fahrer |
| -------- | --- | ------------------ | ------------------------ | -------------------- | ------------------ | ------------------ |
| LMGTE-Am | 62  | AF Corse           | Ferrari 488 GTE Evo      | Simon Mann           | Sergei Sirotkin    | Christoph Ulrich   |
| LMP2     | 27  | Algarve Pro Racing | Oreca 07                 | Mark Patterson       | Naveen Rao         |                    |
| LMGTE-Am | 59  | Garage 59          | Aston Martin Vantage AMR | Alexander West       |                    |                    |
| LMGTE-Am | 61  | AF Corse           | Ferrari 488 GTE Evo      | Francesco Piovanetti |                    |                    |

### Änderungen in der Startliste
- Roberto Merhi ersetzte Pietro Fittipaldi im Aurus 01 mit der Startnummer 25
- Nick Cassidy ersetzte Liam Talbot im Porsche 911 RSR-19 mit der Startnummer 72
- Maxime Martin ersetzte Nick Cassidy im Porsche 911 RSR-19 mit der Startnummer 72
- Álvaro Parente ersetzte Heikki Kovalainen im Porsche 911 RSR-19 mit der Startnummer 72
- Nicki Thiim ersetzte Augusto Farfus im Aston Martin Vantage AMR mit der Startnummer 98
- Callum Ilott ersetzte Andrea Piccini im Ferrari 488 GTE Evo mit der Startnummer 88
- Luís Felipe Derani ersetzte Gustavo Menezes im Glickenhaus 007 LMH mit der Startnummer 708
- Tom Cloet ersetzte Narain Karthikeyan im Ligier JS P217 mit der Startnummer 74
- John Corbett ersetzte Arjun Maini im Ligier JS P217 mit der Startnummer 74
- Jody Fannin ersetzte Robby Foley im Ferrari 488 GTE Evo mit der Startnummer 66
- Vutthikorn Inthraphuvasak ersetzte Patrick Long im Porsche 911 RSR-19 mit der Startnummer 99
- Florian Latorre ersetzte Gianluca Giraudi im Porsche 911 RSR-19 mit der Startnummer 99
- Harry Tincknell ersetzte Felipe Fernández Laser im Porsche 911 RSR-19 mit der Startnummer 99
- Matthieu Lahaye ersetzte François Hériau im Oreca 07 mit der Startnummer 84
- Sam Bird ersetzte Davide Rigon im Ferrari 488 GTE Evo mit der Startnummer 52
- Robby Foley ersetzte Maxwell Root im Porsche 911  RSR-19 mit der Startnummer 46
- Thomas Laurent ersetzte Kyle Tilley im Oreca 07 mit der Startnummer 17
- Robert Renauer ersetzte Alfred Renauer im Porsche 911 RSR mit der Startnummer 69

## Trainingszeiten

### Qualifikation
| Pos. | Klasse     | Nr. | Team                      | Qualifikation | Hyperpole  | Startplatz |
| ---- | ---------- | --- | ------------------------- | ------------- | ---------- | ---------- |
| 1    | Hypercar   | 7   | Toyota Gazoo Racing       | 3:26.279      | 3:23.900   | 1          |
| 2    | Hypercar   | 8   | Toyota Gazoo Racing       | 3:27.671      | 3:24.195   | 2          |
| 3    | Hypercar   | 36  | Alpine Elf Matmut         | 3:27.095      | 3:25.574   | 3          |
| 4    | Hypercar   | 708 | Glickenhaus Racing        | 3:28.256      | 3:25.639   | 4          |
| 5    | Hypercar   | 709 | Glickenhaus Racing        | 3:29.381      | 3:27.656   | 5          |
| 6    | LMP2       | 38  | JOTA                      | 3:28.807      | 3:27.950   | 6          |
| 7    | LMP2       | 41  | Team WRT                  | 3:29.441      | 3:28.470   | 7          |
| 8    | LMP2       | 65  | Panis Racing              | 3:29.508      | 3:28.586   | 8          |
| 9    | LMP2       | 26  | G-Drive Racing            | 3:29.246      | 3:28.943   | 9          |
| 10   | LMP2       | 32  | United Autosports         | 3:29.688      | 3:29.078   | 10         |
| 11   | LMP2       | 23  | United Autosports         | 3:29.830      | 3:30.027   | 11         |
| 12   | LMP2       | 28  | JOTA                      | 3:29.835      |            | 12         |
| 13   | LMP2       | 70  | Realteam Racing           | 3:29.861      |            | 13         |
| 14   | LMP2       | 24  | PR1 Motorsports Mathiasen | 3:30.123      |            | 14         |
| 15   | LMP2       | 48  | IDEC Sport                | 3:30.166      |            | 15         |
| 16   | LMP2       | 31  | Team WRT                  | 3:30.182      |            | 16         |
| 17   | LMP2       | 22  | United Autosports USA     | 3:30.234      |            | 17         |
| 18   | LMP2       | 21  | DragonSpeed USA           | 3:30.323      |            | 18         |
| 19   | LMP2       | 82  | Risi Competizione         | 3:30.418      |            | 19         |
| 20   | LMP2       | 30  | Duqueine Team             | 3:30.691      |            | 20         |
| 21   | LMP2       | 29  | Racing Team Nederland     | 3:30.843      |            | 22         |
| 22   | LMP2       | 34  | Inter Europol Competition | 3:30.908      |            | 23         |
| 23   | LMP2       | 25  | G-Drive Racing            | 3:31.203      |            | 24         |
| 24   | LMP2       | 49  | High Class Racing         | 3:31.830      |            | 25         |
| 25   | LMP2       | 20  | High Class Racing         | 3:32.252      |            | 26         |
| 26   | LMP2       | 44  | ARC Bratislava            | 3:32.446      |            | 27         |
| 27   | LMP2       | 1   | Richard Mille Racing Team | 3:32.598      |            | 28         |
| 28   | Innovative | 84  | Association SRT41         | 3:33.538      |            | 29         |
| 29   | LMP2       | 39  | SO24-DIROB By Graff       | 3:34.005      |            | 30         |
| 30   | LMP2       | 74  | Racing Team India Eurasia | 3:36.012      |            | 31         |
| 31   | LMGTE Pro  | 72  | Hub Auto Racing           | 3:47.599      | 3:46.882   | 32         |
| 32   | LMGTE Pro  | 52  | AF Corse                  | 3:46.011      | 3:47.063   | 33         |
| 33   | LMGTE Pro  | 64  | Corvette Racing           | 3:47.074      | 3:47.093   | 34         |
| 34   | LMGTE Pro  | 51  | AF Corse                  | 3:46.581      | 3:47.247   | 35         |
| 35   | LMGTE Pro  | 91  | Porsche GT Team           | 3:47.624      | 3:47.696   | 36         |
| 36   | LMGTE Pro  | 92  | Porsche GT Team           | 3:46.779      | keine Zeit | 37         |
| 37   | LMGTE Pro  | 79  | WeatherTech Racing        | 3:47.682      |            | 38         |
| 38   | LMGTE Pro  | 63  | Corvette Racing           | 3:49.643      |            | 39         |
| 39   | LMGTE Am   | 88  | Dempsey - Proton Racing   | 3:48.620      | 3:47.987   | 40         |
| 40   | LMGTE Am   | 86  | GR Racing                 | 3:49.100      | 3:48.560   | 41         |
| 41   | LMGTE Am   | 56  | Team Project 1            | 3:49.608      | 3:48.876   | 42         |
| 42   | LMGTE Am   | 47  | Cetilar Racing            | 3:49.102      | 3:49.387   | 43         |
| 43   | LMGTE Am   | 71  | Inception Racing          | 3:49.462      | 3:49.477   | 44         |
| 44   | LMGTE Am   | 33  | TF Sport                  | 3:49.663      | 3:49.676   | 45         |
| 45   | LMGTE Am   | 80  | Iron Lynx                 | 3:49.693      |            | 46         |
| 46   | LMGTE Am   | 57  | Kessel Racing             | 3:49.715      |            | 47         |
| 47   | LMGTE Am   | 99  | Proton Competition        | 3:49.788      |            | 48         |
| 48   | LMGTE Am   | 54  | AF Corse                  | 3:49.829      |            | 49         |
| 49   | LMGTE Am   | 83  | AF Corse                  | 3:49.881      |            | 50         |
| 50   | LMGTE Am   | 77  | Dempsey - Proton Racing   | 3:49.913      |            | 51         |
| 51   | LMGTE Am   | 18  | Absolute Racing           | 3:50.016      |            | 52         |
| 52   | LMGTE Am   | 388 | Rinaldi Racing            | 3:50.018      |            | 53         |
| 53   | LMGTE Am   | 95  | TF Sport                  | 3:50.059      |            | 54         |
| 54   | LMGTE Am   | 98  | Aston Martin Racing       | 3:50.156      |            | 55         |
| 55   | LMGTE Am   | 85  | Iron Lynx                 | 3:50.314      |            | 56         |
| 56   | LMGTE Am   | 60  | Iron Lynx                 | 3:50.768      |            | 57         |
| 57   | LMGTE Am   | 777 | D'Station Racing          | 3:51.107      |            | 58         |
| 58   | LMGTE Am   | 46  | Team Project 1            | 3:51.411      |            | 59         |
| 59   | LMGTE Am   | 55  | Spirit of Race            | 3:52.088      |            | 60         |
| 60   | LMGTE Am   | 66  | JMW Motorsport            | 3:52.304      |            | 61         |
| 61   | LMGTE Am   | 69  | Herberth Motorsport       | 3:52.960      |            | 62         |
| DNS  | LMP2       | 17  | IDEC Sport                | 3:30.709      |            | 21         |

## Ergebnisse

### Piloten nach Nationen
| 32 Briten      | 27 Franzosen  | 15 Italiener  | 12 US-Amerikaner | 10 Dänen      |
| 9 Niederländer | 9 Schweizer   | 8 Belgier     | 8 Deutsche       | 6 Brasilianer |
| 6 Japaner      | 5 Australier  | 4 Portugiesen | 3 Neuseeländer   | 3 Norweger    |
| 3 Österreicher | 3 Spanier     | 2 Argentinier | 2 Indonesier     | 2 Iren        |
| 2 Mexikaner    | 2 Polen       | 2 Slowaken    | 2 Südafrikaner   | 1 Kanadier    |
| 2 Kolumbianer  | 1 Luxemburger | 1 Russe       | 1 Schwede        | 1 Thailänder  |
| 1 Venezolaner  |               |               |                  |               |

### Schlussklassement
| Pos.            | Klasse    | Nr. | Team                      | Fahrer                                                    | Chassis                  | Motor                                      | Reifen | Runden |
| --------------- | --------- | --- | ------------------------- | --------------------------------------------------------- | ------------------------ | ------------------------------------------ | ------ | ------ |
| 1               | LMH       | 7   | Toyota Gazoo Racing       | Mike Conway Kamui Kobayashi José María López              | Toyota GR010 Hybrid      | Toyota THS-R 3.5L V6 à 90° Bi-Turbo Hybrid | M      | 371    |
| 2               | LMH       | 8   | Toyota Gazoo Racing       | Sébastien Buemi Kazuki Nakajima Brendon Hartley           | Toyota GR010 Hybrid      | Toyota THS-R 3.5L V6 à 90° Bi-Turbo Hybrid | M      | 369    |
| 3               | LMH       | 36  | Alpine Elf Matmut         | André Negrão Nicolas Lapierre Matthieu Vaxivière          | Alpine A480              | Gibson GL458 4.5L V8 à 90°                 | M      | 367    |
| 4               | LMH       | 708 | Glickenhaus Racing        | Luís Felipe Derani Franck Mailleux Olivier Pla            | Glickenhaus SCG 007 LMH  | Pipo Moteurs 3.5L V8 Bi-Turbo              | M      | 367    |
| 5               | LMH       | 709 | Glickenhaus Racing        | Ryan Briscoe Romain Dumas Richard Westbrook               | Glickenhaus SCG 007 LMH  | Pipo Moteurs 3.5L V8 Bi-Turbo              | M      | 364    |
| 6               | LMP2      | 31  | Team WRT                  | Robin Frijns Ferdinand Habsburg Charles Milesi            | Oreca 07                 | Gibson GK428 4.2L V8 à 90°                 | G      | 363    |
| 7               | LMP2      | 28  | Jota                      | Sean Gelael Stoffel Vandoorne Tom Blomqvist               | Oreca 07                 | Gibson GK428 4.2L V8 à 90°                 | G      | 363    |
| 8               | LMP2      | 65  | Panis Racing              | Julien Canal James Allen Will Stevens                     | Oreca 07                 | Gibson GK428 4.2L V8 à 90°                 | G      | 362    |
| 9               | LMP2      | 23  | United Autosports         | Paul di Resta Alex Lynn Wayne Boyd                        | Oreca 07                 | Gibson GK428 4.2L V8 à 90°                 | G      | 361    |
| 10              | LMP2      | 34  | Inter Europol Competition | Jakub Śmiechowski Renger van der Zande Alex Brundle       | Oreca 07                 | Gibson GK428 4.2L V8 à 90°                 | G      | 360    |
| 11              | LMP2      | 48  | IDEC Sport                | Paul Lafargue Paul-Loup Chatin Patrick Pilet              | Oreca 07                 | Gibson GK428 4.2L V8 à 90°                 | G      | 359    |
| 12              | LMP2      | 26  | G-Drive Racing            | Roman Rusinov Franco Colapinto Nyck de Vries              | Aurus 01                 | Gibson GK428 4.2L V8 à 90°                 | G      | 358    |
| 13              | LMP2      | 38  | Jota                      | Roberto González António Félix da Costa Anthony Davidson  | Oreca 07                 | Gibson GK428 4.2L V8 à 90°                 | G      | 358    |
| 14              | LMP2      | 30  | Dupueine Team             | René Binder Memo Rojas Tristan Gommendy                   | Oreca 07                 | Gibson GK428 4.2L V8 à 90°                 | G      | 357    |
| 15              | LMP2      | 21  | Dragonspeed USA           | Henrik Hedman Juan Pablo Montoya Ben Hanley               | Oreca 07                 | Gibson GK428 4.2L V8 à 90°                 | G      | 356    |
| 16              | LMP2      | 29  | Racing Team Nederland     | Frits van Eerd Giedo van der Garde Job van Uitert         | Oreca 07                 | Gibson GK428 4.2L V8 à 90°                 | G      | 356    |
| 17              | LMP2      | 70  | Realteam Racing           | Esteban Garcia Loïc Duval Norman Nato                     | Oreca 07                 | Gibson GK428 4.2L V8 à 90°                 | G      | 356    |
| 18              | LMP2      | 20  | High Class Racing         | Dennis Andersen Marco Sørensen Ricky Taylor               | Oreca 07                 | Gibson GK428 4.2L V8 à 90°                 | G      | 353    |
| 19              | LMP2      | 39  | SO24-Dirob By Graff       | Vincent Capillaire Arnold Robin Maxime Robin              | Oreca 07                 | Gibson GK428 4.2L V8 à 90°                 | G      | 352    |
| 20              | LMGTE-Pro | 51  | AF Corse                  | Alessandro Pier Guidi James Calado Côme Ledogar           | Ferrari 488 GTE Evo      | Ferrari F154CB 4.0L V8 à 90° Bi-Turbo      | M      | 345    |
| 21              | LMGTE-Pro | 63  | Corvette Racing           | Antonio García Jordan Taylor Nicky Catsburg               | Chevrolet Corvette C8.R  | Chevrolet LS5.5-R 5.5L V8 à 90°            | M      | 345    |
| 22              | LMGTE-Pro | 92  | Porsche GT Team           | Kévin Estre Neel Jani Michael Christensen                 | Porsche 911 RSR-19       | Porsche 4.0L Flat-6                        | M      | 344    |
| 23              | LMGTE-Pro | 91  | Porsche GT Team           | Gianmaria Bruni Richard Lietz Frédéric Makowiecki         | Porsche 911 RSR-19       | Porsche 4.0L Flat-6                        | M      | 343    |
| 24              | LMP2      | 44  | ARC Bratislava            | Miroslav Konôpka Matej Konôpka Oliver Webb                | Ligier JS P217           | Gibson GK428 4.2L V8 à 90°                 | G      | 342    |
| 25              | LMGTE-Am  | 83  | AF Corse                  | François Perrodo Nicklas Nielsen Alessio Rovera           | Ferrari 488 GTE Evo      | Ferrari F154CB 4.0L V8 à 90° Bi-Turbo      | M      | 340    |
| 26              | LMGTE-Am  | 33  | TF Sport                  | Ben Keating Dylan Pereira Felipe Fraga                    | Aston Martin Vantage AMR | Aston Martin AMG 4.0L V8 à 90° Bi-Turbo    | M      | 339    |
| 27              | LMGTE-Am  | 80  | Iron Lynx                 | Matteo Cressoni Rino Mastronardi Callum Ilott             | Ferrari 488 GTE Evo      | Ferrari F154CB 4.0L V8 à 90° Bi-Turbo      | M      | 338    |
| 28              | LMP2      | 74  | Racing Team India Eurasia | Tom Cloet John Corbett James Winslow                      | Ligier JS P217           | Gibson GK428 4.2L V8 à 90°                 | G      | 338    |
| 29              | LMP2      | 49  | High Class Racing         | Anders Fjordbach Jan Magnussen Kevin Magnussen            | Oreca 07                 | Gibson GK428 4.2L V8 à 90°                 | G      | 336    |
| 30              | LMGTE-Am  | 60  | Iron Lynx                 | Claudio Schiavoni Paolo Ruberti Raffaele Giammaria        | Ferrari 488 GTE Evo      | Ferrari F154CB 4.0L V8 à 90° Bi-Turbo      | M      | 335    |
| 31              | LMGTE-Am  | 77  | Dempsey-Proton Racing     | Christian Ried Jaxon Evans Matt Campbell                  | Porsche 911 RSR-19       | Porsche 4.0L Flat-6                        | M      | 335    |
| 32              | CDNT      | 84  | Association SRT41         | Takuma Aoki Nigel Bailly Matthieu Lahaye                  | Oreca 07                 | Gibson GK428 4.2L V8 à 90°                 | G      | 334    |
| 33              | LMGTE-Am  | 777 | D'station Racing          | Satoshi Hoshino Tomonobu Fujii Andrew Watson              | Aston Martin Vantage AMR | Aston Martin AMG 4.0L V8 à 90° Bi-Turbo    | M      | 333    |
| 34              | LMGTE-Am  | 18  | Absolute Racing           | Andrew Haryanto Alessio Picariello Marco Seefried         | Porsche 911 RSR-19       | Porsche 4.0L Flat-6                        | M      | 332    |
| 35              | LMGTE-Am  | 95  | TF Sport                  | John Hartshorne Ollie Hancock Ross Gunn                   | Aston Martin Vantage AMR | Aston Martin AMG 4.0L V8 à 90° Bi-Turbo    | M      | 332    |
| 36              | LMGTE-Am  | 85  | Iron Lynx                 | Rahel Frey Michelle Gatting Sarah Bovy                    | Ferrari 488 GTE Evo      | Ferrari F154CB 4.0L V8 à 90° Bi-Turbo      | M      | 332    |
| 37              | LMGTE-Pro | 52  | AF Corse                  | Daniel Serra Miguel Molina Sam Bird                       | Ferrari 488 GTE Evo      | Ferrari F154CB 4.0L V8 à 90° Bi-Turbo      | M      | 331    |
| 38              | LMGTE-Am  | 69  | Herberth Motorsport       | Robert Renauer Ralf Bohn Rolf Ineichen                    | Porsche 911 RSR-19       | Porsche 4.0L Flat-6                        | M      | 330    |
| 39              | LMGTE-Am  | 54  | AF Corse                  | Thomas Flohr Francesco Castellacci Giancarlo Fisichella   | Ferrari 488 GTE Evo      | Ferrari F154CB 4.0L V8 à 90° Bi-Turbo      | M      | 329    |
| 40              | LMP2      | 22  | United Autosports USA     | Philip Hanson Fabio Scherer Filipe Albuquerque            | Oreca 07                 | Gibson GK428 4.2L V8 à 90°                 | G      | 328    |
| 41              | LMGTE-Am  | 71  | Inception Racing          | Brendan Iribe Ollie Millroy Ben Barnicoat                 | Ferrari 488 GTE Evo      | Ferrari F154CB 4.0L V8 à 90° Bi-Turbo      | M      | 327    |
| 42              | LMGTE-Am  | 88  | Dempsey-Proton Racing     | Julien Andlauer Dominique Bastien Lance David Arnold      | Porsche 911 RSR-19       | Porsche 4.0L Flat-6                        | M      | 327    |
| 43              | LMGTE-Am  | 86  | GR Racing                 | Mike Wainwright Ben Barker Tom Gamble                     | Porsche 911 RSR-19       | Porsche 4.0L Flat-6                        | M      | 322    |
| 44              | LMGTE-Pro | 64  | Corvette Racing           | Tommy Milner Nick Tandy Alexander Sims                    | Chevrolet Corvette C8.R  | Chevrolet LS5.5-R 5.5L V8 à 90°            | M      | 313    |
| Nicht klassiert |           |     |                           |                                                           |                          |                                            |        |        |
| 45              | LMP2      | 41  | Team WRT                  | Robert Kubica Louis Delétraz Ye Yifei                     | Oreca 07                 | Gibson GK428 4.2L V8 à 90°                 | G      | 362    |
| 46              | LMP2      | 82  | Risi Competizione         | Ryan Cullen Oliver Jarvis Felipe Nasr                     | Oreca 07                 | Gibson GK428 4.2L V8 à 90°                 | G      | 275    |
| Ausgefallen     |           |     |                           |                                                           |                          |                                            |        |        |
| 47              | LMGTE-Am  | 388 | Rinaldi Racing            | Pierre Ehret Jeroen Bleekemolen Christian Hook            | Ferrari 488 GTE Evo      | Ferrari F154CB 4.0L V8 à 90° Bi-Turbo      | M      | 271    |
| 48              | LMP2      | 24  | PR1 Motorsports Mathiasen | Patrick Kelly Gabriel Aubry Simon Trummer                 | Oreca 07                 | Gibson GK428 4.2L V8 à 90°                 | G      | 261    |
| 49              | LMGTE-Pro | 72  | HubAuto Racing            | Maxime Martin Álvaro Parente Dries Vanthoor               | Porsche 911 RSR-19       | Porsche 4.0L Flat-6                        | M      | 227    |
| 50              | LMGTE-Pro | 79  | WeatherTech Racing        | Cooper MacNeil Earl Bamber Laurens Vanthoor               | Porsche 911 RSR-19       | Porsche 4.0L Flat-6                        | M      | 139    |
| 51              | LMGTE-AM  | 46  | Team Project 1            | Dennis Olsen Anders Buchardt Robby Foley                  | Porsche 911 RSR-19       | Porsche 4.0L Flat-6                        | M      | 138    |
| 52              | LMGTE-AM  | 57  | Kessel Racing             | Takeshi Kimura Mikkel Jensen Scott Andrews                | Ferrari 488 GTE Evo      | Ferrari F154CB 4.0L V8 à 90° Bi-Turbo      | M      | 128    |
| 53              | LMGTE-AM  | 66  | JMW Motorsport            | Thomas Neubauer Jody Fannin Rodrigo Sales                 | Ferrari 488 GTE Evo      | Ferrari F154CB 4.0L V8 à 90° Bi-Turbo      | M      | 117    |
| 54              | LMGTE-AM  | 55  | Spirit of Race            | Duncan Cameron David Perel Matt Griffin                   | Ferrari 488 GTE Evo      | Ferrari F154CB 4.0L V8 à 90° Bi-Turbo      | M      | 109    |
| 55              | LMP2      | 25  | G-Drive Racing            | John Falb Roberto Merhi Rui Andrade                       | Aurus 01                 | Gibson GK428 4.2L V8 à 90°                 | G      | 108    |
| 56              | LMGTE-Am  | 47  | Cetilar Racing            | Roberto Lacorte Giorgio Sernagiotto Antonio Fuoco         | Ferrari 488 GTE Evo      | Ferrari F154CB 4.0L V8 à 90° Bi-Turbo      | M      | 90     |
| 57              | LMGTE-Am  | 56  | Team Project 1            | Egidio Perfetti Matteo Cairoli Riccardo Pera              | Porsche 911 RSR-19       | Porsche 4.0L Flat-6                        | M      | 84     |
| 58              | LMP2      | 32  | United Autosports         | Nicolas Jamin Jonathan Aberdein Manuel Maldonado          | Oreca 07                 | Gibson GK428 4.2L V8 à 90°                 | G      | 75     |
| 59              | LMP2      | 1   | Richard Mille Racing Team | Tatiana Calderón Sophia Flörsch Beitske Visser            | Oreca 07                 | Gibson GK428 4.2L V8 à 90°                 | G      | 74     |
| 60              | LMGTE-Am  | 99  | Proton Competition        | Vutthikorn Inthraphuvasak Florian Latorre Harry Tincknell | Porsche 911 RSR-19       | Porsche 4.0L Flat-6                        | M      | 66     |
| 61              | LMGTE-Am  | 98  | Aston Martin Racing       | Paul Dalla Lana Nicki Thiim Marcos Gomes                  | Aston Martin Vantage AMR | Aston Martin AMG 4.0L V8 à 90° Bi-Turbo    | M      | 45     |
| Nicht gestartet |           |     |                           |                                                           |                          |                                            |        |        |
| 62              | LMP2      | 17  | IDEC Sport                | Dwight Merriman Thomas Laurent Ryan Dalziel               | Oreca 07                 | Gibson GK428 4.2L V8 à 90°                 | G      | 1      |

1 Unfall im Training

### Nur in der Meldeliste
Weitere gemeldete Teams, Fahrzeuge und Fahrer finden sich in der Start- und Reserveliste.

### Klassensieger
| Klasse    | Fahrer                | Fahrer             | Fahrer           | Fahrzeug            | Platzierung im Gesamtklassement |
| --------- | --------------------- | ------------------ | ---------------- | ------------------- | ------------------------------- |
| LMH       | Mike Conway           | Kamui Kobayashi    | José María López | Toyota GR010 Hybrid | Gesamtsieg                      |
| LMP2      | Robin Frijns          | Ferdinand Habsburg | Charles Milesi   | Oreca 07            | Rang 6                          |
| LMGTE-Pro | Alessandro Pier Guidi | James Calado       | Côme Ledogar     | Ferrari 488 GTE Evo | Rang 20                         |
| LMGTE-Am  | François Perrodo      | Nicklas Nielsen    | Alessio Rovera   | Ferrari 488 GTE Evo | Rang 25                         |

### Renndaten
- Gemeldet: 66
- Gestartet: 61
- Gewertet: 44
- Rennklassen: 4
- Zuschauer: 50000
- Ehrenstarter des Rennens: John Elkann, Aufsichtsratsvorsitzender von Stellantis, Ferrari und Exor
- Wetter am Rennwochenende: warm, Regen am Start und in den frühen Nachtstunden
- Streckenlänge: 13,625 km
- Fahrzeit des Siegerteams: 24:00:50,768 Stunden
- Runden des Siegerteams: 371
- Distanz des Siegerteams: 5054,500 km
- Siegerschnitt: 210,480 km/h
- Pole Position: Kamui Kobayashi – Toyota GR010 Hybrid (#7) – 3:23,900 = 241,630 km/h
- Schnellste Rennrunde: Brendon Hartley – Toyota GR010 Hybrid (#8) – 3:27,207 = 236,282 km/h
- Rennserie: 4. Lauf zur FIA-Langstrecken-Weltmeisterschaft 2021